# HD247081
HD247081 є хімічно пекулярною зорею спектрального класу
A3 й має видиму зоряну величину в смузі V приблизно 10,2.